# Самуконга, Музала
Музала Самуконга (англ. Muzala Samukonga) — замбийский легкоатлет, специализирующийся на беге на короткие дистанции. Один из знаменосцев команды Замбии на церемонии открытия летних Олимпийских игр 2024 года и бронзовый призёр в беге на 400 метров этой Олимпиады.

## Спортивная карьера
В 2024 году принял участие в соревнованиях по бегу на дистанции 400 м в рамках летних Олимпийских игр в Париже. Уступив в финале лишь Куинси Холлу и Мэттью Хадсону-Смиту, 21-летний Самуконга обновил национальный рекорд на этой дистанции и завоевал «бронзу» — первую с 1996 года олимпийскую медаль для Замбии.